# Adele Kern
Adele Kern (ur. 25 listopada 1901 w Monachium, zm. 6 maja 1980 tamże) – niemiecka śpiewaczka operowa, sopran.

## Życiorys
Studiowała w Monachium. Zadebiutowała na scenie w 1924 roku w Bayerische Staatsoper rolą Olimpii w Opowieściach Hoffmanna. W sezonie 1926/1927 występowała we Frankfurcie nad Menem. W latach 1927–1928 odbyła tournée po Ameryce Południowej. Od 1927 do 1935 roku występowała na festiwalu w Salzburgu. W sezonie 1929/1930 śpiewała w Operze Wiedeńskiej. W latach 1935–1937 występowała na deskach Staatsoper w Berlinie. Gościnnie występowała również w Covent Garden Theatre w Londynie i La Scali. W 1947 roku zakończyła karierę sceniczną.
Specjalizowała się w rolach w operach W.A. Mozarta i Richarda Straussa. Zasłynęła jako Zuzanna w Weselu Figara, Zerlina w Don Giovannim, Despina w Così fan tutte i Zofia w Kawalerze srebrnej róży.